# جون دبليو. كوغلين
جون دبليو. كوغلين هو سياسي أمريكي، ولد في 9 يونيو 1861 في فول ريفر في الولايات المتحدة، وتوفي في 1 ديسمبر 1920. نشط حزبياً في الحزب الديمقراطي.